# ファストフードが世界を食いつくす
『ファストフードが世界を食いつくす』（ファストフードがせかいをくいつくす、原題：Fast Food Nation: The Dark Side of the All-American Meal）は、エリック・シュローサーがファーストフードに関する調査報道をまとめた書籍。雑誌「ローリング・ストーン」に掲載された記事を発展させたものである。この本の中でも取り上げられているアプトン・シンクレアの『ジャングル』と比較されることもある。

## 内容
この本はシャイアン・マウンテン空軍基地にピザが届けられる描写から始まる。シュローサーは施設の技術などを評しながらも、もしアメリカが滅び未来の考古学者がこの基地を発見したとすれば、兵器などと共にファストフードはアメリカ文化の考古資料になるだろうとしている。
第1章、第2章ではカール・カーチャーやマクドナルド兄弟、ハーランド・サンダースといったファーストフード黎明期の人物を取り上げながら、モータリゼーションによるドライブインの発明、流れ作業による作業の効率化、フランチャイズ形式による店舗の拡大といった流れを述べた後、マーケティング戦略による消費者、特に子供に対するブランド志向の植え込みへと転換する。
第3章、第4章ではファーストフードにおける低賃金などの労働問題、フランチャイズ展開による店舗間競争の激化と店舗主の破産などを取り上げたうえで、ファーストフード業界による政治への働きかけがあるとしている。
第5章、第6章では冷凍技術の発達とアグリビジネスの寡占化、また香料による風味づけなど、製品の均一化が行われる様を記している。
第7章、第8章では精肉業界の労働問題、労働災害の多い危険な職場にもかかわらず、低賃金で働かなければならない移民労働者の悲哀を描いている。
第9章ではO157による集団食中毒事件、BSEなどの食の安全にかかわる調査を行っている。
第10章ではファーストフードのグローバリゼーションを取り上げ、「反マクドナルド運動」が起きたことや、それに関する名誉棄損裁判の様子を記述している。
シュローサーは私たち消費者の行動で企業は変わるとしてこの本を結んでいる。

## 児童版
2006年、シュローサーは子供向けに内容を書き直した『おいしいハンバーガーのこわい話』（Chew on this : everything you don't want to know about fast food）を出版した。イラストはチャールズ・ウィルソンが手掛け、挿話も一部刷新している。

## 批評
経済学者のトーマス・ディロレンゾは喫煙による害に比べればファーストフードが健康に与える影響は微々たるものであること、ファーストフード業界はそれらの問題を解決する方向をとっているのにそれを意図的に無視しているとして、この本の内容を批判している。

## 映画
2006年にリチャード・リンクレイターの手で映画化された。架空のファーストフードチェーンを舞台に、労働問題、食の安全性を描いている。シュローサー自身が脚本を手がけ、グレッグ・キニアやポール・ダノなどが出演したが、興業的には振るわなかった。